# پینو سرامی
پینو سرامی (ایتالیایی: Pino Cerami; ۲۸ آوریل ۱۹۲۲ – ۲۰ سپتامبر ۲۰۱۴) دوچرخه‌سوار اهل ایتالیا بود.
از باشگاه‌هایی که در آن رکاب زده‌است می‌توان به تیم دوچرخه‌سواری پژو اشاره کرد.
وی در مسابقات کشوری و بین‌المللی در مجموع برندهٔ ۱ مدال برنز شده‌است.